# Phaeomolis vampa
Phaeomolis vampa là một loài bướm đêm thuộc phân họ Arctiinae, họ Erebidae.